# Afshar

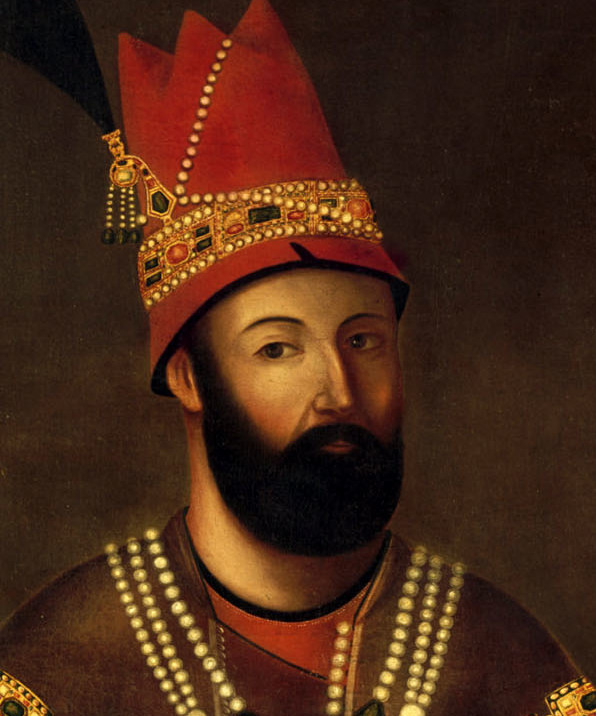
Nader Sjah Afshar was een sjah van Perzië.

Afshar of Avşar (Azerbeidzjaans-Turks: Əfşar افشار; Turks: Avşar, Afşar; Turkmeens: Owşar; Perzisch: اَفشار Afshār) is een Oğuzen-volk in Turkije. Voorheen leefde het volk in Iran-Azerbeidzjan, waar het een nomadisch bestaan leidde en zo uiteindelijk in Turkije terechtkwam. Afshar is de grootste Turkse stam in het huidige Anatolië. De meeste Afshar zijn te vinden in Anatolische steden zoals Kayseri, Kahramanmaraş , Yozgat en Gaziantep. Het grootste gedeelte woont in het gebied tussen Kayseri en Yozgat, het zogenaamde "Avşar Tafı" in Yozgat. In  Boğazlıyan bevindt zich het dorp Özler dat in 1512 werd gesticht door de Asfhar-Turkmenen die afkomstig waren uit Kayseri.